# 伊地知季珍
伊地知 季珍（いじち すえたか、安政4年3月26日（1857年4月20日） - 昭和10年（1935年）4月7日）は、日本の海軍軍人。最終階級は海軍中将。

## 経歴
鹿児島県出身。伊地知徳四郎の息子として生まれる。1874年（明治7年）10月、海軍兵学寮（7期）に入学。1883年（明治16年）11月、海軍少尉に任官。1886年（明治19年）12月、「金剛」分隊長となり、「愛宕」「武蔵」「筑波」の各分隊長、「龍驤」「橋立」の各砲術長などを経て、1894年（明治27年）6月、「扶桑」砲術長に就任し日清戦争に出征し、1895年（明治28年）2月、常備艦隊参謀に転じた。
1895年8月、「大和」副長となり、翌年4月、海軍少佐に昇進し佐世保鎮守府参謀に着任。「扶桑」副長に異動し、1897年（明治30年）12月、海軍中佐に進級した。1898年（明治31年）3月、呉造兵廠検査科長に就任し、造兵監督官（イギリス出張）を経て「武蔵」艦長に就任し、1901年（明治34年）7月、海軍大佐に昇進。「金剛」「浪速」の各艦長を経て、1903年（明治36年）9月、「出雲」艦長に着任し日露戦争に出征。蔚山沖海戦、日本海海戦に参加した。1905年（明治38年）12月、「鹿島」回航委員長として渡英、その後、同艦長を経て舞鶴鎮守府参謀長に就任し、1907年（明治40年）3月12日、海軍少将に進級した。
1908年（明治41年）5月、呉工廠長となり、1911年（明治44年）6月、海軍中将に進んだ。以後、第2艦隊司令長官、艦政本部長、横須賀鎮守府司令長官、呉鎮守府司令長官、海軍将官会議議員を歴任。1917年（大正6年）3月、後備役に編入となった。墓所は青山霊園。

## 栄典・授章・授賞
位階
- 1883年（明治16年）12月25日 - 正八位[2]
- 1887年（明治20年）3月25日 - 従七位[3]
- 1891年（明治24年）12月16日 - 正七位[4]
- 1896年（明治29年）7月20日 - 従六位[5]
- 1898年（明治31年）3月8日 - 正六位[6]
- 1901年（明治34年）10月30日 - 従五位[7]
- 1906年（明治39年）11月30日 - 正五位[8]
- 1911年（明治44年）6月20日 - 従四位[9]
- 1913年（大正2年）8月11日 - 正四位[10]
- 1916年（大正5年）8月30日 - 従三位[11]
- 1917年（大正6年）4月10日 - 正三位[12]

勲章等
- 1894年（明治27年）5月29日 - 勲六等瑞宝章[13]
- 1895年（明治28年）11月18日 - 単光旭日章・功五級金鵄勲章[14]・明治二十七八年従軍記章[15]
- 1896年（明治29年）11月25日 - 勲五等瑞宝章[16]
- 1902年（明治35年）5月31日 - 勲四等瑞宝章[17]
- 1905年（明治38年）5月30日 - 勲三等瑞宝章[18]
- 1906年（明治39年）4月1日 - 功三級金鵄勲章、旭日中綬章、明治三十七八年従軍記章[19]
- 1913年（大正2年）5月31日 – 勲二等瑞宝章[20]
- 1915年（大正4年）
  - 11月7日 - 勲一等旭日大綬章[21]
  - 11月10日 - 大礼記念章（大正）[22]
- 1919年（大正8年）12月15日 - 戦捷記章[23]